# Grandma’s Reading Glass
Grandma’s Reading Glass ist ein britischer Kurzfilm aus dem Jahr 1900 von George Albert Smith. Der Film wurde im November des Jahres 1900 veröffentlicht.

## Filminhalt
Eine ältere Dame liest mit einer Lupe eine Tageszeitung und kann damit die Buchstaben besser erkennen. Als ihr Enkelsohn Willy die Lupe in die Hand nimmt, stellt er fest, dass die Dinge um ihn herum größer werden.

## Hintergrundinformationen
Der Film ist einer der ersten Filme, der mit verschiedenen Kameraperspektiven gedreht wurde. Die Szenen mit der Lupe wurden durch ein rundes Bild verstärkt.
Harold Smith war zuvor bereits 1898 in George Albert Smiths Film Santa Claus und 1900 in The House That Jack Built zu sehen gewesen.